# Asplenium torresianum
Asplenium torresianum là một loài dương xỉ trong họ Aspleniaceae. Loài này được Gaudich. mô tả khoa học đầu tiên năm 1828.
Danh pháp khoa học của loài này chưa được làm sáng tỏ. 